# Charles Wilson
Charles Thomson Rees Wilson (parroquia de Glencorse, Midlothian, 14 de febrero de 1869-Edimburgo, 15 de noviembre de 1959) fue un físico escocés, reconocido con el Premio Nobel de Física en 1927 por la invención de la cámara de niebla.

## Biografía

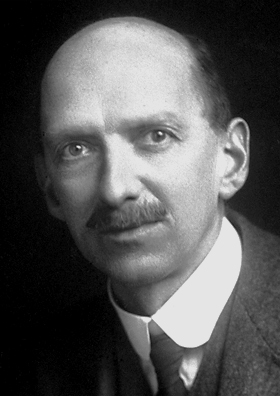
Charles Wilson en 1927.

Fue hijo del granjero John Wilson y de Annie Clerk Harper. Después de que su padre muriera en 1873, su familia se trasladó a Mánchester. Fue educado en el Owen's College (uno de los orígenes de la Universidad de Mánchester), estudiando biología con la intención de convertirse en médico. Después fue a la Universidad de Cambridge, donde se interesó por la física y la química.
A partir de entonces se interesó particularmente en la meteorología, y en 1893 comenzó a estudiar las nubes y sus propiedades. Trabajó durante algún tiempo en el observatorio de Ben Nevis, donde hizo observaciones de la formación de las nubes. Entonces intentó reproducir este efecto en una escala menor en el laboratorio de Cambridge, expandiendo aire húmedo en un recipiente cerrado. Posteriormente hizo experimentos con la creación de rastros de nube en su cámara causada por iones y radiación. Por la invención de la cámara de niebla recibió el Premio Nobel de Física en 1927.
Se casó con Jessie Fraser en 1908, la hija de un ministro religioso de Glasgow, y la pareja tuvo cuatro hijos. Murió cerca de Edimburgo el 15 de noviembre de 1959, rodeado de su familia.

## Contribuciones
La invención de la cámara de niebla fue, con mucho, el logro más destacado de Wilson, lo que le valió el Premio Nobel de Física en 1927. El laboratorio Cavendish lo elogió por la creación de "un método novedoso y sorprendente para investigar las propiedades de los gases ionizados". La cámara de nubes permitió enormes saltos experimentales en el estudio de las partículas subatómicas y en el campo de la física de partículas, en general. Algunos han atribuido a Wilson el mérito de haber hecho posible el estudio de las partículas.

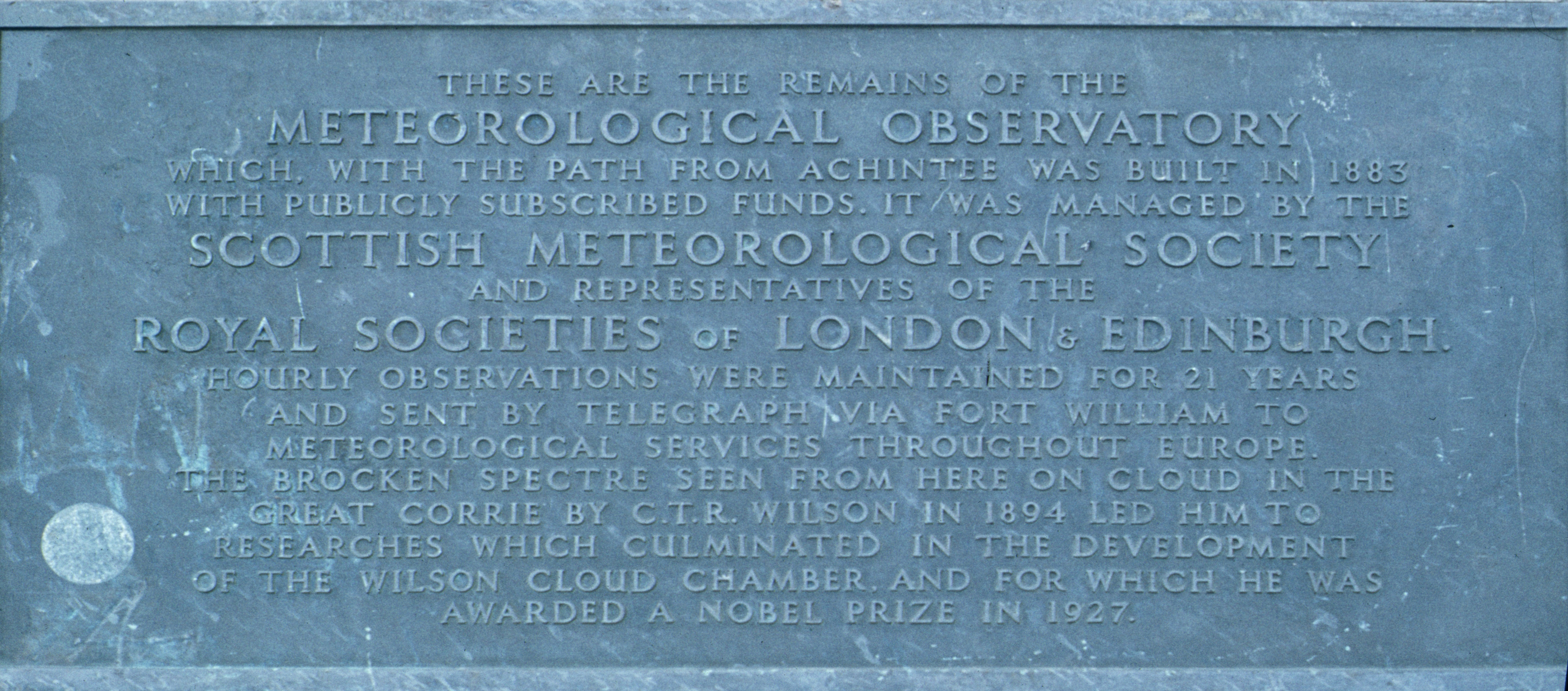
Placa conmemorativa en Ben Nevis sobre el observatorio de allí, y la cámara de nubes de C.T.R. Wilson

Wilson publicó numerosos artículos sobre meteorología y física, en temas como rayos X, ionización, formación de nubes de tormenta, y otros eventos meteorológicos. Wilson también pudo haber observado un Espectro rojo en 1924, sesenta y cinco años antes de su descubrimiento oficial. La meteorología fue uno de los focos de atención del trabajo de Wilson a lo largo de su carrera, desde sus primeras observaciones en Ben Nevis hasta su último trabajo, sobre las nubes de tormenta.

## Método

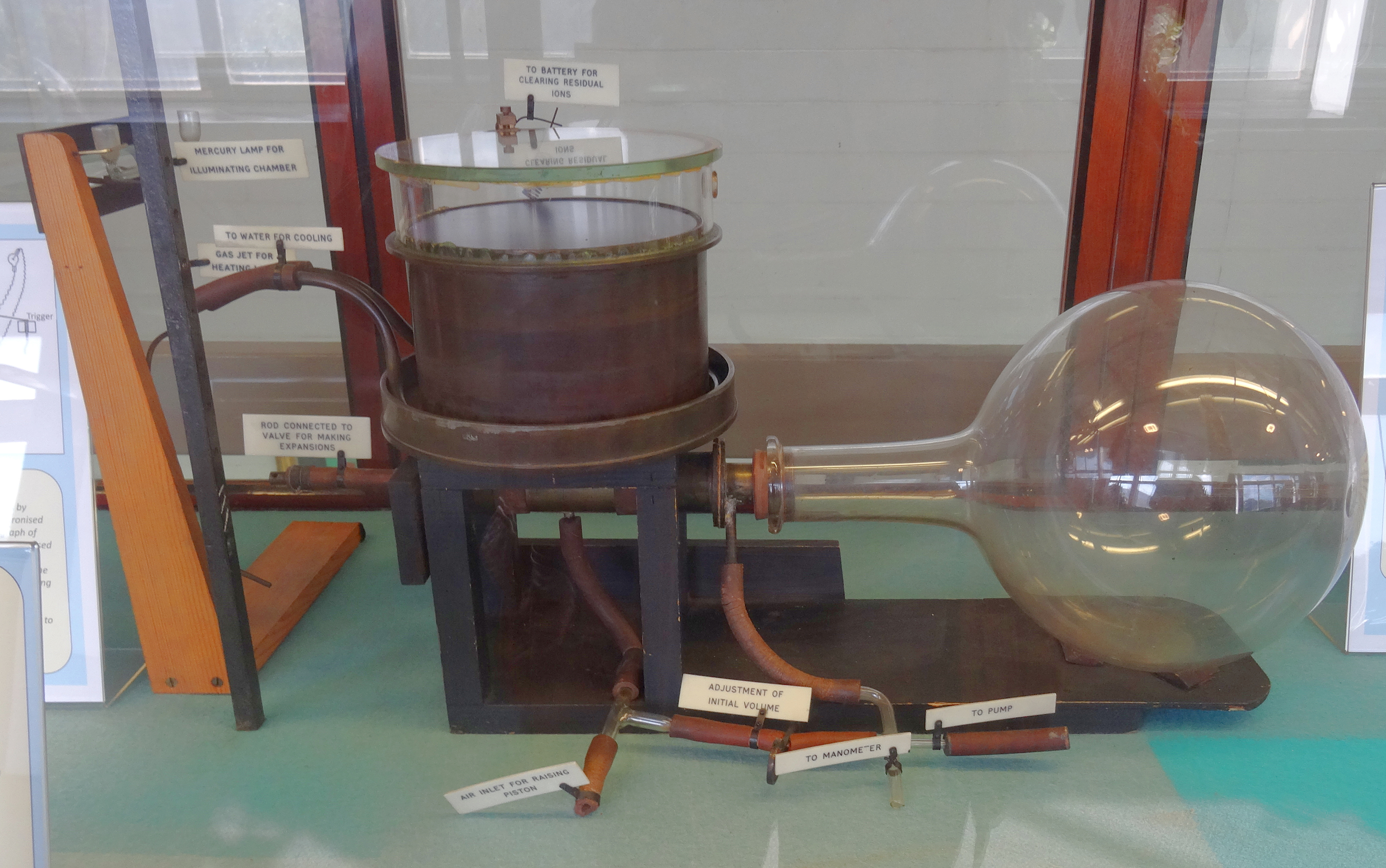
La cámara de niebla original de Wilson.

Retrospectivamente, el método experimental de Wilson ha recibido cierta atención por parte de los académicos.
En un periodo de investigación científica caracterizado por la división entre científicos "analíticos" y "morfológicos", el método de investigación de Wilson representaba un híbrido. Mientras que algunos científicos creían que los fenómenos debían observarse en la naturaleza pura, otros proponían experimentos controlados en el laboratorio como principal método de investigación. Wilson utilizó una combinación de métodos en sus experimentos e investigaciones. El trabajo de Wilson "hizo visibles cosas cuyas propiedades hasta entonces sólo se habían deducido indirectamente".
Se le ha llamado "casi el último de los grandes experimentadores individuales de la física". Utilizó su cámara de niebla de diversas maneras para demostrar los principios de funcionamiento de cosas como las partículas subatómicas y los rayos X. Pero su interés principal, y el tema de la mayor parte de sus trabajos, era la meteorología.

## Principales reconocimientos
- Wilson fue elegido miembro de la Royal Society (FRS, Fellow of the Royal Society) en 1900.[14]
- Fue galardonado en 1911 con la medalla Hughes, concedida por la Royal Society «por su trabajo en los núcleos de polvo en el aire libre, y su trabajo sobre los iones en los gases y la electricidad atmosférica».[15]
- Premio Nobel de Física en 1927, galardón compartido con el físico estadounidense Arthur Compton.[16]
- Las formaciones de nubes de condensación de Wilson, (Nube de Wilson), que se producen después de grandes explosiones, como las detonaciones nucleares, llevan su nombre.[17]
- La Sociedad Wilson, Wilson Society, la sociedad científica del Sidney Sussex College, Cambridge, lleva su nombre en su honor,[18]
- El Instituto CTR Wilson de Electricidad Atmosférica,[19] y el Grupo de Interés Especial de Electricidad Atmosférica de la Real Sociedad Meteorológica británica,[20] llevan también su nombre.

## Eponimia
- El cráter lunar Wilson[21] fue llamado así en su honor, en el de Alexander Wilson (1714-1786) y en el de Ralph Elmer Wilson (1886-1960).